# Philippe Bouin
 (juin 2013).
Si vous disposez d'ouvrages ou d'articles de référence ou si vous connaissez des sites web de qualité traitant du thème abordé ici, merci de compléter l'article en donnant les références utiles à sa vérifiabilité et en les liant à la section « Notes et références ».
Pour l’article homonyme, voir Bouin.
Philippe Bouin est un écrivain français contemporain, principalement auteur de romans policiers, né le 23 mars 1949 à Ixelles en Belgique.
Originaire de Calais, après de nombreux déplacements, il vit depuis 1999 aux confins de la Bourgogne et du Beaujolais. Ses livres sont traduits dans plusieurs pays : Arménie, Russie, Pologne, États-Unis et pays anglophones, Allemagne et pays de langue germanique. Il écrit également pour le théâtre.  

## Biographie
Après des études supérieures de marketing, de communication, d'économie et de commerce, Philippe Bouin a été promotion manager, ingénieur d'affaires puis directeur du marketing-communication de nombreux services chez Hewlett-Packard avant de se révéler comme écrivain en 2000. Auparavant, chez Baudouin, il a publié en 1981 Histoire des foires et expositions universelles avec l'historien Christian-Philippe Chanut.

## Œuvre

### Série Sœur Blandine
- 2000 : Implacables vendanges, Éditions Viviane Hamy
- 2001 : Les Sorciers de la Dombes, Éditions Viviane Hamy
- 2002 : L'Inconnue de l'écluse, Éditions du Masque
- 2004 : La Saône assassinée, Éditions du Masque
- 2007 : La Gaga des Traboules, Éditions de l'Archipel

### Série Dieudonné Danglet
- 2000 : Les Croix de paille, Éditions Viviane Hamy
- 2001 : La Peste blonde, Éditions Viviane Hamy
- 2003 : L'Enfant au masque, Éditions du Masque

### Série Archibald Sirauton
- 2013 : Le Vignoble du Diable Presses de la Cité, octobre 2013
- 2014 : Les Chais des ambitieux Presses de la Cité, mars 2014
- 2015 : L'Homme du paradis  Presses de la Cité, juin 2015
- 2015 : Mort d'un guide en vin trouble Amazon, Juill2015
- 2017 : Un trésor encombrant, Amazon octobre 2017

### Série Charlotte Auduc
- 2019 : Au nom du père et du crime, édition Geste
- 2020: Huîtres et Panier de crabes, édition Geste
- 2022 : Meurtres en cuisine, édition Geste,
- 2023 : Meurtres su l'estuaire, édition Geste, Moissons Noires, octobre 2023 :
- 2025 : Crimes en Corrèze., édition Le Geste Noir, mars 2025

### Série L'Enfant de Bibracte
- 2009 : Les Chevaux fantômes  Jeunesse. Éd. Éveil et Découverte,  février 2009
- 2010  : Les Souterrains d'Autun  Jeunesse. Éd. Éveil et découverte, février 2010

### Autres ouvrages et romans
- 1981 : Histoire des foires et expositions universelles, avec l'historien Christian-Philippe Chanut
- 2002 : Stone, Éd. Flammarion coup de cœur national FNAC
- 2003 : Étranges nouvelles de Bourgogne, JPM Éditions
- 2004 : La République de Gus, Éd. A Contrario
- 2005 : Collectif : Les grandes affaires criminelles en Rhône-Alpes
- 2006 : Mister Conscience, Éd. Archipoche
- 2007 : Natures Mortes, Éd. Archipoche
- 2007 : Collectif poétique pour l'exposition de Sylvie Tubiana Corps de papier'
- 2008 : Comptine en plomb, Éd. Archipel. Prix polar Cognac 2008
- 2010 : Paraître à mort, Éd. Archipel, avril 2010
- 2011 : Va, brûle et me venge !, Éd. Archipel, octobre 2011
- 2012 : Pars et ne dis rien , Éd. Archipel, octobre 2012
- 2012 : Le Journal d'un con, pièce de théâtre, coproduction La Fabrique, Le Théâtre Portatif de Bourgogne du Sud, avec le soutien du conseil général de Saône-et-Loire. 2012, 2013.
- 2017 : Encre brune, Amazon juillet 2017
- 2022. : La Fille aux yeux de brume, Ayrvé éditions.
- 2024. L'Adieu aux Mascareignes. Éd Héraclite

## Distinctions
- Prix Océanes 2001 pour Les Croix de paille
- Prix Métier et Culture 2001 pour Implacables vendanges
- Prix Lgm Lire 2007 pour Mister Conscience
- Prix Polar Cognac 2008  Comptine en plomb